# Spionen (film fra 1917)
|  | For andre betydninger, se Spionen |
Spionen (originaltitel The Secret Game) er en amerikansk stumfilm fra 1917 instrueret af William C. deMille. Filmen er et spiondrama.
Filmen havde dansk premiere i december 1919.

## Handling
Amerikanske Kitty Little er af tysk afstamning, og er blevet hvervet som tysk spion. Hun er ansat hos den amerikanske major Northfield, der blandt andet varetager hemmelige amerikanske transporter over Stillehavet. Kitty Little refererer til Dr Ebell Smith, der er interesseret i oplysninger om skibenes afrejsedatoer og positioner. Der er mistanke om en lækage, og den japanske detektiv Nara-Nara får tildelt sagen, fordi Japan har garanteret sikkerheden for de amerikanske transportskibe. Nara-Nara mistænker Northfield for at være spion og forelsker sig i Kitty, men han opdager kort efter, at hun er spionen på Northfields kontor. Kitty, der er forelsket i Northfield, begynder at tvivle på sin mission, men leverer ikke desto mindre en besked til Dr Smiths hus. Nara-Nara følger efter, dræber Smith, og forsøger at overtale Kitty til at gifte sig med ham og tage til Japan. Kitty afslår, og Nara-Nara bliver kort efter dræbt af spionerne. Kitty indser, at hun har forrådt sit land såvel som sin kærlighed til Northfield, opgiver sin karriere som spion og gifter sig med den retfærdige Northfield.

## Medvirkende
- Sessue Hayakawa som Nara-Nara
- Jack Holt som Major John Northfield
- Florence Vidor som Kitty Little
- Mayme Kelso som Miss Loring
- Raymond Hatton som 'Mrs. Harris'
- Charles Ogle som Dr. Ebell Smith